# Dolichopeza (Dolichopeza) segnis
Dolichopeza (Dolichopeza) segnis is een tweevleugelige uit de familie langpootmuggen (Tipulidae). De soort komt voor in het Australaziatisch gebied.